# Brasilândia de Minas
Brasilândia de Minas är en kommun i Brasilien.   Den ligger i delstaten Minas Gerais, i den sydöstra delen av landet, 240 km sydost om huvudstaden Brasília. Antalet invånare är 14 226.
Omgivningarna runt Brasilândia de Minas är huvudsakligen savann. Runt Brasilândia de Minas är det mycket glesbefolkat, med 4 invånare per kvadratkilometer.